# ФК Плантажа
ФК Плантажа Доње Стопање је фудбалски клуб из истоименог насеља близу Лесковца. Клуб је основан 1975. године тренутно се такмичи у Зони Југ. Клуб је освојио многе награде, али најпознатија је октобарска награда Града Лесковца за заслуге у спорту.

## Галерија
- ФК Плантажа 1975. године
- ФК Плантажа 2020. године
- Свлачионице ФК Плантаже